# (34963) 3091 T-2
3091 T-2 (asteroide 34963) é um asteroide da cintura principal. Possui uma excentricidade de 0.09787490 e uma inclinação de 9.15790º.
Este asteroide foi descoberto no dia 30 de setembro de 1973 por Cornelis Johannes van Houten e Ingrid van Houten-Groeneveld e Tom Gehrels em Palomar.